# Out of the Silence
Out of the Silence est un film muet américain réalisé par Otis Thayer, sorti en 1915.

## Fiche technique
- Réalisation : Otis Thayer
- Scénario : William V. Mong
- Date de sortie :  États-Unis : 19 juin 1915

## Distribution
- William V. Mong